# Coupe d'Afrique de rugby à XV 2025
Cet article concerne le tournoi masculin. Pour le tournoi féminin, voir Coupe d'Afrique féminine de rugby à XV 2025.
Navigation
Coupe d'Afrique 2024 Coupe d'Afrique 2026
La Coupe d'Afrique de rugby à XV 2025 est une compétition organisée par Rugby Afrique qui oppose les meilleures nations africaines (hors Afrique du Sud). Avec l'édition précédente, elle fait partie du processus qualificatif pour la Coupe du monde 2027.
Le tournoi se déroule du 8 au 19 juillet 2025 à Kampala, en Ouganda. Tous les matchs sont disputés sur le terrain annexe du Mandela National Stadium.
Le Zimbabwe remporte le tournoi pour la deuxième fois consécutive et la troisième de son histoire. Il se qualifie ainsi pour la coupe du monde, ce qui n'était pas arrivé depuis 1991. 

## Format
La compétition est disputée sur le format d'une phase finale à huit équipes. Le tableau est déterminé en fonction des places obtenues par les équipes lors de l'édition 2024. Les formations éliminées disputent des matchs de classement. Le vainqueur se qualifie directement pour la coupe du monde 2027, tandis que le deuxième se qualifie pour un barrage contre l'équipe classée Asie 2 dont le vainqueur accède au tournoi de repêchage.

## Équipes engagées
Les participants sont les mêmes que lors de l'édition 2024, à l'exception du Burkina Faso, classée dernier et relégué en division inférieure. Il est remplacé par le vainqueur d'un tournoi de repêchage organisé de novembre 2024 à février 2025, à savoir le Maroc.
| Pos. | Rang WR | Équipe        | Statut qualification | Participation (Pre) | Meilleur résultat                                                |
| ---- | ------- | ------------- | -------------------- | ------------------- | ---------------------------------------------------------------- |
| 1    | 26      | Zimbabwe      | Vainqueur            | 20e (2000)          | Vainqueur (2012, 2024)                                           |
| 2    | 54      | Algérie       | Finaliste            | 3e (2022)           | Finaliste (2024)                                                 |
| 3    | 25      | Namibie       | Demi-finaliste       | 17e (2000)          | Vainqueur (2002, 2004, 2009, 2014, 2015, 2016, 2017, 2018, 2022) |
| 4    | 33      | Kenya         | Demi-finaliste       | 17e (2003)          | Vainqueur (2011, 2013)                                           |
| 5    | 41      | Ouganda       | Quart de finaliste   | 14e (2003)          | Vainqueur (2007)                                                 |
| 6    | 52      | Sénégal       | Quart de finaliste   | 8e (2006)           | 6e (2017, 2024)                                                  |
| 7    | 58      | Côte d'Ivoire | Quart de finaliste   | 12e (2001)          | 4e (2007)                                                        |
| 8    | 39      | Maroc         | Promu                | 13e (2000)          | Vainqueur (2003, 2005)                                           |

## Compétition

### Tableau
|  | Quarts de finale                           | Quarts de finale                           |          |       | Demi-finales                                | Demi-finales                                |  |  | Finale                                      | Finale                                      |
|  | Quarts de finale                           | Quarts de finale                           |          |       | Demi-finales                                | Demi-finales                                |  |  | Finale                                      | Finale                                      |
|  |                                            |                                            |          |       |                                             |                                             |  |  |                                             |                                             |
|  | 8 juilletMandela National Stadium, Kampala | 8 juilletMandela National Stadium, Kampala |          |       | 13 juilletMandela National Stadium, Kampala | 13 juilletMandela National Stadium, Kampala |  |  | 19 juilletMandela National Stadium, Kampala | 19 juilletMandela National Stadium, Kampala |
|  | 8 juilletMandela National Stadium, Kampala | 8 juilletMandela National Stadium, Kampala |          |       | 13 juilletMandela National Stadium, Kampala | 13 juilletMandela National Stadium, Kampala |  |  | 19 juilletMandela National Stadium, Kampala | 19 juilletMandela National Stadium, Kampala |
|  | 1er Zimbabwe                               | 43                                         |          |       | 13 juilletMandela National Stadium, Kampala | 13 juilletMandela National Stadium, Kampala |  |  | 19 juilletMandela National Stadium, Kampala | 19 juilletMandela National Stadium, Kampala |
|  | 1er Zimbabwe                               | 43                                         |          |       | 13 juilletMandela National Stadium, Kampala | 13 juilletMandela National Stadium, Kampala |  |  | 19 juilletMandela National Stadium, Kampala | 19 juilletMandela National Stadium, Kampala |
|  | 8e Maroc                                   | 8                                          |          |       | 13 juilletMandela National Stadium, Kampala | 13 juilletMandela National Stadium, Kampala |  |  | 19 juilletMandela National Stadium, Kampala | 19 juilletMandela National Stadium, Kampala |
|  | 8e Maroc                                   | 8                                          | Zimbabwe | 29    |                                             |                                             |  |  | 19 juilletMandela National Stadium, Kampala | 19 juilletMandela National Stadium, Kampala |
|  |                                            |                                            | Zimbabwe | 29    |                                             |                                             |  |  | 19 juilletMandela National Stadium, Kampala | 19 juilletMandela National Stadium, Kampala |
|  |                                            | Kenya                                      | 23       |       |                                             |                                             |  |  | 19 juilletMandela National Stadium, Kampala | 19 juilletMandela National Stadium, Kampala |
|  | 4e Kenya                                   | Kenya                                      | 23       | 32    |                                             |                                             |  |  | 19 juilletMandela National Stadium, Kampala | 19 juilletMandela National Stadium, Kampala |
|  | 4e Kenya                                   |                                            |          | 32    |                                             |                                             |  |  | 19 juilletMandela National Stadium, Kampala | 19 juilletMandela National Stadium, Kampala |
|  | 5e Ouganda                                 | 24                                         |          |       |                                             |                                             |  |  | 19 juilletMandela National Stadium, Kampala | 19 juilletMandela National Stadium, Kampala |
|  | 5e Ouganda                                 | 24                                         | Zimbabwe | 30    |                                             |                                             |  |  |                                             |                                             |
|  |                                            |                                            | Zimbabwe | 30    |                                             |                                             |  |  |                                             |                                             |
|  |                                            | Namibie                                    | 28       |       |                                             |                                             |  |  |                                             |                                             |
|  | 2e Algérie                                 | Namibie                                    | 28       | 41    |                                             |                                             |  |  |                                             |                                             |
|  | 2e Algérie                                 |                                            |          | 41    |                                             |                                             |  |  |                                             |                                             |
|  | 7e Côte d'Ivoire                           | 6                                          |          |       |                                             |                                             |  |  |                                             |                                             |
|  | 7e Côte d'Ivoire                           | 6                                          | Algérie  | 7     |                                             |                                             |  |  |                                             |                                             |
|  |                                            |                                            | Algérie  | 7     | Match pour la 3e place                      |                                             |  |  |                                             |                                             |
|  |                                            | Namibie                                    | 21       |       |                                             |                                             |  |  |                                             |                                             |
|  | 3e Namibie                                 | Namibie                                    | 21       | 55    | 19 juilletMandela National Stadium, Kampala | 19 juilletMandela National Stadium, Kampala |  |  |                                             |                                             |
|  | 3e Namibie                                 |                                            |          | 55    | 19 juilletMandela National Stadium, Kampala | 19 juilletMandela National Stadium, Kampala |  |  |                                             |                                             |
|  | 6e Sénégal                                 | 17                                         |          | Kenya | 5                                           |                                             |  |  |                                             |                                             |
|  | 6e Sénégal                                 | 17                                         |          | Kenya | 5                                           |                                             |  |  |                                             |                                             |
|  |                                            |                                            |          |       |                                             |                                             |  |  | Algérie                                     | 15                                          |
|  |                                            |                                            |          |       |                                             |                                             |  |  | Algérie                                     | 15                                          |

|  | Demi-finales de classement                  | Demi-finales de classement                  |                        |    | Match pour la 5e place                      | Match pour la 5e place                      |
|  | Demi-finales de classement                  | Demi-finales de classement                  |                        |    | Match pour la 5e place                      | Match pour la 5e place                      |
|  |                                             |                                             |                        |    |                                             |                                             |
|  | 13 juilletMandela National Stadium, Kampala | 13 juilletMandela National Stadium, Kampala |                        |    | 19 juilletMandela National Stadium, Kampala | 19 juilletMandela National Stadium, Kampala |
|  | 13 juilletMandela National Stadium, Kampala | 13 juilletMandela National Stadium, Kampala |                        |    | 19 juilletMandela National Stadium, Kampala | 19 juilletMandela National Stadium, Kampala |
|  | Maroc                                       | 24                                          |                        |    | 19 juilletMandela National Stadium, Kampala | 19 juilletMandela National Stadium, Kampala |
|  | Maroc                                       | 24                                          |                        |    | 19 juilletMandela National Stadium, Kampala | 19 juilletMandela National Stadium, Kampala |
|  | Ouganda                                     | 12                                          |                        |    | 19 juilletMandela National Stadium, Kampala | 19 juilletMandela National Stadium, Kampala |
|  | Ouganda                                     | 12                                          | Maroc                  | 28 |                                             |                                             |
|  |                                             |                                             | Maroc                  | 28 |                                             |                                             |
|  |                                             | Sénégal                                     | 33                     |    |                                             |                                             |
|  | Côte d'Ivoire                               | Sénégal                                     | 33                     | 3  |                                             |                                             |
|  | Côte d'Ivoire                               |                                             |                        | 3  |                                             |                                             |
|  | Sénégal                                     | 28                                          |                        |    |                                             |                                             |
|  | Sénégal                                     | 28                                          | Match pour la 7e place |    |                                             |                                             |
|  |                                             |                                             |                        |    |                                             |                                             |
|  | 19 juilletMandela National Stadium, Kampala |                                             |                        |    |                                             |                                             |
|  |                                             |                                             |                        |    |                                             |                                             |
|  | Ouganda                                     | 37                                          |                        |    |                                             |                                             |
|  | Ouganda                                     | 37                                          |                        |    |                                             |                                             |
|  | Côte d'Ivoire                               | 17                                          |                        |    |                                             |                                             |
|  | Côte d'Ivoire                               | 17                                          |                        |    |                                             |                                             |

### Détails des matchs

#### Quarts de finale
| 8 juillet 2025 10 h UTC+03:00 | Zimbabwe | 43 - 8 (16 - 5) | Maroc                                                                                              | Mandela National Stadium, Kampala Arbitre : Zaid Isaacs |
| 8 juillet 2025 10 h UTC+03:00 | Essai(s) : 4 Mafura (22e), Sigauke (60e), Gurwe (68e), Utete (75e) Transformation(s) : 4 (23e, 60e, 68e, 76e) Pénalité(s) : 5 Prior (10e, 16e, 40e+1, 58e, 64e) | Rapport         | Essai(s) : 1 Achahbar (3e) Pénalité(s) : 1 El Khattabi (64e) Carton(s) jaune(s) : 1 Achahbar (73e) | Mandela National Stadium, Kampala Arbitre : Zaid Isaacs |
| 8 juillet 2025 10 h UTC+03:00 | | Rapport         | | Mandela National Stadium, Kampala Arbitre : Zaid Isaacs |

| 8 juillet 2025 12 h UTC+03:00 | Algérie | 41 - 6 (8 - 6) | Côte d'Ivoire                                                                                             | Mandela National Stadium, Kampala Arbitre : Anthony Diaz |
| 8 juillet 2025 12 h UTC+03:00 | Essai(s) : 6 Queheille (37e), de pénalité (46e), Megdoud (53e, 66e), Makri (59e), Tronc (79e) Transformation(s) : 4 de pénalité (46e), J. Caminati (59e, 66e, 80e) Pénalité(s) : 1 J. Caminati (24e) | Rapport        | Pénalité(s) : 2 A. Traoré (30e, 40e) Carton(s) jaune(s) : 3 Martin (13e), Diomandé (36e), I. Traoré (46e) | Mandela National Stadium, Kampala Arbitre : Anthony Diaz |
| 8 juillet 2025 12 h UTC+03:00 | | Rapport        | | Mandela National Stadium, Kampala Arbitre : Anthony Diaz |

| 8 juillet 2025 14 h UTC+03:00 | Namibie | 55 - 17 (17 - 7) | Sénégal                                                                        | Mandela National Stadium, Kampala Arbitre : Paul Mente |
| 8 juillet 2025 14 h UTC+03:00 | Essai(s) : 8 Retief (6e), Meyer (35e), van den Berg (en) (50e), Ludick (en) (58e), Combrinck (68e), Kearns (73e), Malan (77e), Booysen (en) (80e) Transformation(s) : 6 Swanepoel (7e, 36e), Loubser (51e, 58e, 69e, 78e) Pénalité(s) : 1 Swanepoel (28e) | Rapport          | Essai(s) : 3 Fofana (32e), Soumah (42e, 54e) Transformation(s) : 1 Sakho (40e) | Mandela National Stadium, Kampala Arbitre : Paul Mente |
| 8 juillet 2025 14 h UTC+03:00 | | Rapport          |                                                                                | Mandela National Stadium, Kampala Arbitre : Paul Mente |

| 8 juillet 2025 16 h UTC+03:00 | Kenya | 32 - 24 (12 - 7) | Ouganda | Mandela National Stadium, Kampala Arbitre : Sylvain Mané |
| 8 juillet 2025 16 h UTC+03:00 | Essai(s) : 4 Chao (20e, 63e), Robinson Young (33e), Otieno Nyambua (58e) Transformation(s) : 3 Omela (34e), Kubu (59e, 64e) Drop(s) : 2 Robinson Young (44e, 78e) | Rapport          | Essai(s) : 3 Ofoyrwoth (37e), Wokorach (69e), Oketayot (72e) Transformation(s) : 3 Wokorach (38e, 69e, 73e) Pénalité(s) : 1 Wokorach (51e) | Mandela National Stadium, Kampala Arbitre : Sylvain Mané |
| 8 juillet 2025 16 h UTC+03:00 | | Rapport          | | Mandela National Stadium, Kampala Arbitre : Sylvain Mané |

#### Demi-finales de classement
| 13 juillet 2025 10 h UTC+03:00 | Côte d'Ivoire                                                                                   | 3 - 28 (3 - 17) | Sénégal | Mandela National Stadium, Kampala Arbitre : Stéphane Rakotoniraini |
| 13 juillet 2025 10 h UTC+03:00 | Pénalité(s) : 3 A. Traoré (3e) Carton(s) jaune(s) : 3 Koné (30e), Martin (31e), Coulibaly (46e) | Rapport         | Essai(s) : 3 Hounkpatin (19e), Fofana (31e), Mendy (79e) Transformation(s) : 2 Sall (20e, 33e) Pénalité(s) : 3 Sall (20e, 60e, 74e) Carton(s) jaune(s) : 1 Correa (45e) | Mandela National Stadium, Kampala Arbitre : Stéphane Rakotoniraini |
| 13 juillet 2025 10 h UTC+03:00 |                                                                                                 | Rapport         | | Mandela National Stadium, Kampala Arbitre : Stéphane Rakotoniraini |

| 13 juillet 2025 12 h UTC+03:00 | Maroc | 24 - 12 (14 - 0) | Ouganda | Mandela National Stadium, Kampala Arbitre : Benjamin Beuriot |
| 13 juillet 2025 12 h UTC+03:00 | Essai(s) : 4 El Khaoulani (14e), Bachiri (20e), Qadiri (54e), Fadli (69e) Transformation(s) : 2 El Kadri (14e, 22e) Carton(s) jaune(s) : 2 El Youmouri (23e), Achahbar (64e) | Rapport          | Essai(s) : 2 Wokorach (65e, 77e) Transformation(s) : 1 Wokorach (77e) Carton(s) jaune(s) : 1 Oketayot (68e) | Mandela National Stadium, Kampala Arbitre : Benjamin Beuriot |
| 13 juillet 2025 12 h UTC+03:00 | | Rapport          | | Mandela National Stadium, Kampala Arbitre : Benjamin Beuriot |

#### Demi-finales
| 13 juillet 2025 14 h UTC+03:00 | Algérie                                                          | 7 - 21 (7 - 15) | Namibie | Mandela National Stadium, Kampala Arbitre : Sylvain Mané |
| 13 juillet 2025 14 h UTC+03:00 | Essai(s) : 1 Makri (17e) Transformation(s) : 1 J. Caminati (17e) | Rapport         | Essai(s) : 2 !Gaoseb (24e), Loubser (28e) Transformation(s) : 1 Loubser (29e) Pénalité(s) : 3 Loubser (13e, 46e, 50e) Carton(s) jaune(s) : 1 Hardwick (71e) | Mandela National Stadium, Kampala Arbitre : Sylvain Mané |
| 13 juillet 2025 14 h UTC+03:00 |                                                                  | Rapport         | | Mandela National Stadium, Kampala Arbitre : Sylvain Mané |

| 13 juillet 2025 16 h UTC+03:00 | Zimbabwe | 29 - 23 (13 - 18) | Kenya | Mandela National Stadium, Kampala Arbitre : Ronald Wutimber |
| 13 juillet 2025 16 h UTC+03:00 | Essai(s) : 3 Mudzekenyedzi (3e), Mudariki (en) (22e), Fraser (en) (63e) Transformation(s) : 1 Prior (64e) Pénalité(s) : 3 Prior (14e, 75e, 77e) Drop(s) : 1 Prior (69e) | Rapport           | Essai(s) : 3 Sifuna (6e), Chao (40e), Kubu (80e) Transformation(s) : 1 Kubu (40e+1) Pénalité(s) : 2 Kubu (21e, 27e) Carton(s) jaune(s) : 1 Chao (17e) | Mandela National Stadium, Kampala Arbitre : Ronald Wutimber |
| 13 juillet 2025 16 h UTC+03:00 | | Rapport           | | Mandela National Stadium, Kampala Arbitre : Ronald Wutimber |

#### Finales
| Match pour la 7e place 19 juillet 2025 14 h UTC+03:00 | Côte d'Ivoire | 17 - 37 (10 - 12) | Ouganda | Mandela National Stadium, Kampala Arbitre : Nicardo Pienaar |
| Match pour la 7e place 19 juillet 2025 14 h UTC+03:00 | Essai(s) : 3 Koné (15e), Coulibaly (38e), Houtou (57e) Transformation(s) : 1 Nacanabo (58e) Carton(s) jaune(s) : 2 Anokoua (12e), Bassono (67e) | Rapport           | Essai(s) : 5 Aturinda (18e), Kasito (29e), Jadwong (44e), Kisiga (46e), Munyani (70e) Transformation(s) : 3 Wokorach (30e), Walker (44e, 47e) Pénalité(s) : 2 Walker (62e, 68e) | Mandela National Stadium, Kampala Arbitre : Nicardo Pienaar |
| Match pour la 7e place 19 juillet 2025 14 h UTC+03:00 | | Rapport           | | Mandela National Stadium, Kampala Arbitre : Nicardo Pienaar |

| Match pour la 5e place 19 juillet 2025 10 h UTC+03:00 | Sénégal | 33 - 28 ap et mort subite (8 - 10) (28 - 28) (28 - 28) | Maroc | Mandela National Stadium, Kampala Arbitre : Benjamin Beuriot |
| Match pour la 5e place 19 juillet 2025 10 h UTC+03:00 | Essai(s) : 4 Kh. Cissé (5e), Niang (53e), Kané (78e), Ndiaye (111e) Transformation(s) : 2 Sakho (53e, 78e) Pénalité(s) : 3 Sakho (40e, 66e, 72e) Carton(s) jaune(s) : 2 Silla (27e), Ka. Cissé (80e+2) | Rapport                                                | Essai(s) : 3 Hou (38e), Qadiri (63e), El Khattabi (80e+3) Transformation(s) : 2 El Khattabi (38e) Pénalité(s) : 3 El Khattabi (30e, 42e, 74e) Carton(s) jaune(s) : 2 El Youmouri (46e), Jnaoui (51e) | Mandela National Stadium, Kampala Arbitre : Benjamin Beuriot |
| Match pour la 5e place 19 juillet 2025 10 h UTC+03:00 | | Rapport                                                | | Mandela National Stadium, Kampala Arbitre : Benjamin Beuriot |

| Match pour la 3e place 19 juillet 2025 12 h UTC+03:00 | Algérie | 15 - 5 (12 - 5) | Kenya                    | Mandela National Stadium, Kampala Arbitre : Talent Gandiwa |
| Match pour la 3e place 19 juillet 2025 12 h UTC+03:00 | Essai(s) : 2 B. Caminati (2e), Djebbari (21e) Transformation(s) : 1 Verdu (22e) Drop(s) : 1 Kralfa (74e) Carton(s) jaune(s) : 2 Macani (28e), Djebbari (36e) | Rapport         | Essai(s) : 1 Akala (10e) | Mandela National Stadium, Kampala Arbitre : Talent Gandiwa |
| Match pour la 3e place 19 juillet 2025 12 h UTC+03:00 | | Rapport         |                          | Mandela National Stadium, Kampala Arbitre : Talent Gandiwa |

| Finale 19 juillet 2025 16 h UTC+03:00 | Namibie | 28 - 30 (16 - 16) | Zimbabwe | Mandela National Stadium, Kampala Arbitre : Paul Mente |
| Finale 19 juillet 2025 16 h UTC+03:00 | Essai(s) : 3 !Gaoseb (35e), Nel (en) (61e), Swanepoel (71e) Transformation(s) : 2 Loubser (35e), Swanepoel (71e) Pénalité(s) : 3 Loubser (4e, 10e, 21e) Carton(s) jaune(s) : 1 Theron (23e) | Rapport           | Essai(s) : 3 Mashawi (18e), Muzanargwo (44e), Mudzekenyedzi (59e) Transformation(s) : 3 Prior (18e, 45e, 60e) Pénalité(s) : 3 Prior (8e, 13e, 26e) Carton(s) jaune(s) : 1 Fraser (en) (33e) | Mandela National Stadium, Kampala Arbitre : Paul Mente |
| Finale 19 juillet 2025 16 h UTC+03:00 | | Rapport           | | Mandela National Stadium, Kampala Arbitre : Paul Mente |

### Classement
| Pos. | Équipe        | Résultat final              | Qualification pour la coupe du monde 2027 |
| ---- | ------------- | --------------------------- | ----------------------------------------- |
| 1    | Zimbabwe      | Vainqueur                   | Qualification directe                     |
| 2    | Namibie       | Finaliste                   | Qualification pour les repêchages         |
| 3    | Algérie       | Demi-finaliste              | Éliminé                                   |
| 4    | Kenya         | Demi-finaliste              | Éliminé                                   |
| 5    | Sénégal       | Quart de finaliste          | Éliminé                                   |
| 6    | Maroc         | Quart de finaliste          | Éliminé                                   |
| 7    | Ouganda       | Quart de finaliste          | Éliminé                                   |
| 8    | Côte d'Ivoire | Quart de finaliste, relégué | Éliminé                                   |